# Corn Ranch

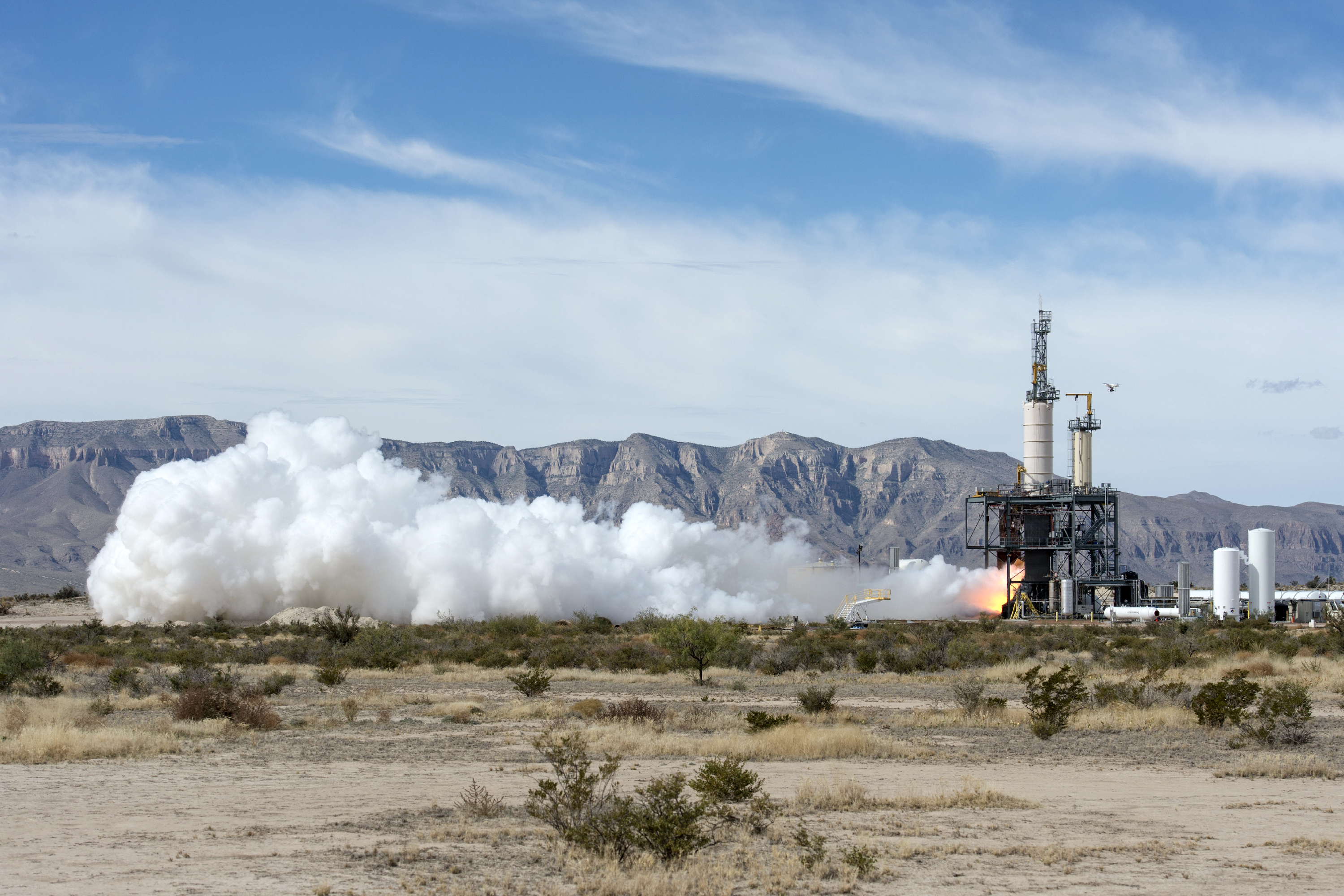
Triebwerkstest auf der Corn Ranch (2013)

Die Corn Ranch, auch Launch Site One, ist ein Weltraumbahnhof und Testgelände für Raketentriebwerke im Culberson County im Westen des US-Bundesstaats Texas. Das Gelände wird von dem US-amerikanischen Raumfahrtunternehmen Blue Origin für suborbitale Starts und Landungen der Rakete New Shepard genutzt.